# Europarlamentari del Belgio della I legislatura
Gli europarlamentari del Belgio della I legislatura, eletti in occasione delle elezioni europee del 1979, furono i seguenti.

## Composizione storica
| Europarlamentare             | Lista                                 | Gruppo |
| ---------------------------- | ------------------------------------- | ------ |
| Marcel G.B. Colla            | Partito Socialista Differente         | SOC    |
| Maurits P.-A. Coppieters     | Unione Popolare                       | CDI    |
| Lambert V.J. Croux           | Partito Popolare Cristiano            | PPE    |
| André R.J.-M.H.-A Damseaux   | Partito Riformatore Liberale          | LD     |
| Willy C.E.H. De Clercq       | Partito della Libertà e del Progresso | LD     |
| Paul Ph. M.H. De Keersmaeker | Partito Popolare Cristiano            | PPE    |
| Fernand L. Delmotte          | Partito Socialista                    | SOC    |
| Paul-Henry E.M.Gh. Gendebien | Fronte Democratico dei Francofoni     | NI     |
| Ernest Glinne                | Partito Socialista                    | SOC    |
| Jaak P.J. Henckens           | Partito Popolare Cristiano            | PPE    |
| Fernand H.J. Herman          | Partito Sociale Cristiano             | PPE    |
| Anne-Marie A. Lizin          | Partito Socialista                    | SOC    |
| Victor J.J. Michel           | Partito Sociale Cristiano             | PPE    |
| Charles-Ferdinand Nothomb    | Partito Sociale Cristiano             | PPE    |
| Lucien Radoux                | Partito Socialista                    | SOC    |
| Jean Rey                     | Partito Riformatore Liberale          | LD     |
| Antoinette Spaak             | Fronte Democratico dei Francofoni     | NI     |
| Leo C. Tindemans             | Partito Popolare Cristiano            | PPE    |
| Herman F.G. Vanderpoorten    | Partito della Libertà e del Progresso | LD     |
| Marcel Albert Vandewiele     | Partito Popolare Cristiano            | PPE    |
| Karel A.L.H. Van Miert       | Partito Socialista Differente         | SOC    |
| Joris B. Verhaegen           | Partito Popolare Cristiano            | PPE    |
| Willy Vernimmen              | Partito Socialista Differente         | SOC    |
| Joannes J. Verroken          | Partito Popolare Cristiano            | PPE    |

## Modifiche intervenute

### Partito Popolare Cristiano
- In data 28.08.1981 a Joris B. Verhaegen subentra Eric KP Van Rompuy.
- In data 07.09.1981 a Jaak PJ Henckens subentra Pol MEE Marck.
- In data 17.12.1981 a Leo C. Tindemans subentra Alphonsine MJ Phlix.
- In data 31.01.1982 a Paul Ph MH De Keersmaeker subentra Raphaël MG Chanterie.

### Partito Socialista Differente
- In data 31.01.1982 a Marcel GB Colla subentra Marijke JH Van Hemeldonck.

### Partito Socialista
- In data 30.03.1982 a Fernand L. Delmotte subentra Raymonde MEA Dury.

### Partito della Libertà e del Progresso
- In data 21.05.1980 a Herman FG Vanderpoorten subentra Karel De Gucht.
- In data 17.12.1981 a Willy CEH De Clercq subentra Jeanne M. Pauwelyn.

### Partito Sociale Cristiano
- In data 21.05.1980 a Charles-Ferdinand Nothomb subentra Pierre M.L.L.C. Deschamps.
- In data 12.02.1981 a Maurits P.-A. Coppieters subentra Jaak H.-A. Vandemeulebroucke.

### Partito Riformatore Liberale
- In data 11.07.1980 a Jean Rey subentra Luc Ch.H. Beyer de Ryke.

### Unione Popolare
- In data 09.11.1982 a Victor JJ Michel subentra Paul Vankerkhoven.